# Vienna Open 2004 - Qualificazioni singolare
Le qualificazioni del singolare al Vienna Open 2004 sono state un torneo di tennis preliminare per accedere alla fase finale della manifestazione. I vincitori dell'ultimo turno sono entrati di diritto nel tabellone principale. In caso di ritiro di uno o più giocatori aventi diritto a questi sono subentrati i lucky loser, ossia i giocatori che hanno perso nell'ultimo turno ma che avevano una classifica più alta rispetto agli altri partecipanti che avevano comunque perso nel turno finale.
Le qualificazioni del torneo Vienna Open 2004 prevedevano 16 partecipanti di cui 4 sono entrati nel tabellone principale.

## Teste di serie
1. Karol Kučera (Qualificato)
2. Glenn Weiner (ultimo turno)
3. Andreas Seppi (Qualificato)
4. Julien Jeanpierre (ultimo turno)

1. Rik De Voest (primo turno)
2. Dick Norman (ultimo turno)
3. Wesley Moodie (Qualificato)
4. Sébastien de Chaunac (ultimo turno)

## Qualificati
1. Karol Kučera
2. Wesley Moodie

1. Andreas Seppi
2. Rik De Voest

## Tabellone

### Legenda
| - Q = Qualificato - WC = Wild card - LL = Lucky loser | - ALT = Alternate - SE = Special Exempt - PR = Protected Ranking | - w/o = Walkover - r = Ritirato - d = Squalificato |

### Sezione 1
|  | Primo turno | Primo turno    | Primo turno    | Primo turno | Primo turno |  |  | Ultimo turno | Ultimo turno | Ultimo turno | Ultimo turno | Ultimo turno |  |
|  |             |                |                |             |             |  |  |              |              |              |              |              |  |
|  | 1           | Karol Kučera   | Karol Kučera   | 6           | 6           |  |  |              |              |              |              |              |  |
|  |             | Lovro Zovko    | Lovro Zovko    | 2           | 3           |  |  | 1            | Karol Kučera | 5            | 6            | 6            |  |
|  | 6           | Dick Norman    | Dick Norman    | 6           | 6           |  |  | 6            | Dick Norman  | 7            | 2            | 4            |  |
|  |             | Christoph Hodl | Christoph Hodl | 1           | 4           |  |  |              |              |              |              |              |  |

### Sezione 2
|  | Primo turno | Primo turno           | Primo turno           | Primo turno | Primo turno |  |  | Ultimo turno | Ultimo turno  | Ultimo turno | Ultimo turno | Ultimo turno |  |
|  |             |                       |                       |             |             |  |  |              |               |              |              |              |  |
|  | 2           | Glenn Weiner          | Glenn Weiner          | 6           | 6           |  |  |              |               |              |              |              |  |
|  |             | Andreas Haider-Maurer | Andreas Haider-Maurer | 2           | 4           |  |  | 2            | Glenn Weiner  | 0            | 7            | 3            |  |
|  | 7           | Wesley Moodie         | Wesley Moodie         | 6           | 6           |  |  | 7            | Wesley Moodie | 6            | 65           | 6            |  |
|  |             | Nenad Zimonjić        | Nenad Zimonjić        | 4           | 4           |  |  |              |               |              |              |              |  |

### Sezione 3
|  | Primo turno | Primo turno          | Primo turno   | Primo turno | Primo turno |  |  | Ultimo turno | Ultimo turno         | Ultimo turno         | Ultimo turno | Ultimo turno |  |
|  |             |                      |               |             |             |  |  |              |                      |                      |              |              |  |
|  | 3           | Andreas Seppi        | Andreas Seppi | 6           | 6           |  |  |              |                      |                      |              |              |  |
|  |             | Jan Minar            | Jan Minar     | 4           | 3           |  |  | 3            | Andreas Seppi        | Andreas Seppi        | 7            | 6            |  |
|  | 8           | Sébastien de Chaunac | 3             | 6           | 6           |  |  | 8            | Sébastien de Chaunac | Sébastien de Chaunac | 62           | 3            |  |
|  |             | Michael Berrer       | 6             | 3           | 4           |  |  |              |                      |                      |              |              |  |

### Sezione 4
|  | Primo turno | Primo turno       | Primo turno       | Primo turno | Primo turno |  |  | Ultimo turno | Ultimo turno      | Ultimo turno      | Ultimo turno | Ultimo turno |  |
|  |             |                   |                   |             |             |  |  |              |                   |                   |              |              |  |
|  | 4           | Julien Jeanpierre | Julien Jeanpierre | 6           | 6           |  |  |              |                   |                   |              |              |  |
|  |             | Tomáš Cakl        | Tomáš Cakl        | 4           | 1           |  |  | 4            | Julien Jeanpierre | Julien Jeanpierre | 2            | 2            |  |
|  |             | Rik De Voest      | 2                 | 6           | 6           |  |  |              | Rik De Voest      | Rik De Voest      | 6            | 6            |  |
|  | 5           | Daniele Bracciali | 6                 | 3           | 1           |  |  |              |                   |                   |              |              |  |